# David Tronzo
David Tronzo (* 13. prosince 1957 Rochester, New York) je americký kytarista. Na kytaru se začal učit ve svých třinácti letech. V devadesátých letech byl členem skupiny Spanish Fly. Během své kariéry spolupracoval i s dalšími hudebníky, mezi něž patří skupina The Lounge Lizards či hudebníci John Cale, Fontella Bass nebo John Zorn. Rovněž se věnuje pedagogické činnosti na Berklee College of Music, kde vyučuje hru na slide kytaru.

## Diskografie
- Bring Yr Camera (The President, 1988)
- Last Day on Earth (John Cale & Bob Neuwirth, 1994)
- Rags to Britches (Spanish Fly, 1994)
- Insert Tongue Here (Spanish Fly, 1994)
- Night in Amnesia (David Tronzo & Reeves Gabrels, 1995)
- John Zorn's Cobra: Live at the Knitting Factory (John Zorn, 1995)
- Walking on Locusts (John Cale, 1996)
- On Remote Patrol (Michael Baird, 1996)
- Fly by Night (Spanish Fly, 1996)
- Yo! Hey! (Tronzo Trio, 1996)
- Dust Diary (Frigg, 1997)
- The Colonel (The Walter Thompson Orchestra, 1998)
- Luckiest Boy in the World (Oren Bloedow, 1998)
- Music for Films (Phillip Johnston, 1998)
- Queen of All Ears (The Lounge Lizards, 1998)
- Kilroy Was Here (Larry Kirwan, 2001)
- Bright and Dusty Things (Stephen Vitiello, 2001)
- Double Life of a Chair (Jacek Kochan, 2002)
- Kinds: The Very Life of Art (Hannes Loeschel, Achim Tang & David Tronzo)
- Scratchy Monsters, Laughing Ghosts (Stephen Vitiello & David Tronzo, 2005)
- Elvis Murphy's Green Suede Shoes (Black 47, 2005)
- Good Bread Alley (Carl Hancock Rux, 2006)
- The Sonic Temple (Jerry Granelli, 2007)